# Тростяниця (річка)
Тростяни́ця — річка в Україні, в межах колишніх Черняхівського, Хорошівського, Радомишльського та Малинського районів Житомирської області. Права притока Ірші (басейн Дніпра).
Бере початок на південний схід від села Славова і тече на північний схід через Мокренщину. Річка досить звивиста: тече спочатку на північ, згодом повертає на схід, потім знову на північ, біля села Фасова знову різко повертає на схід і далі — на північний схід. У нижній течеї перетинає значний лісовий масив. Впадає до Ірші на захід від села Загреблі.
Довжина 62 км, площа басейну 698 км². Похил річки 1,2 м/км. Долина завширшки до 2,5 км, завглибшки до 15 м. Заплава двостороння, завширшки 300 м. Річище має пересічну ширину в середній течії 10 м. Використовується на господарські потреби.
Головні притоки: Добринка, Рихта (ліві); Очеретянка (права).